# Jefferson Junio Antônio da Silva
Jefferson Junio Antônio da Silva (Jaraguá, 3 gennaio 1997) è un calciatore brasiliano, difensore dell'Operário-PR.

## Caratteristiche tecniche
È un terzino sinistro.

## Carriera
Cresciuto nel settore giovanile del Goiás, ha esordito in prima squadra il 10 aprile 2016 disputando l'incontro del Campionato Goiano vinto 5-3 contro il Trindade.

## Statistiche
Statistiche aggiornate al 29 novembre 2019.

### Presenze e reti nei club
| Stagione               | Squadra                | Campionato             | Campionato | Campionato | Coppe nazionali | Coppe nazionali | Coppe nazionali | Coppe continentali | Coppe continentali | Coppe continentali | Altre coppe | Altre coppe | Altre coppe | Totale | Totale | Totale |
| Stagione               | Squadra                | Comp                   | Pres       | Reti       | Comp            | Pres            | Reti            | Comp               | Pres               | Reti               | Comp        | Pres        | Reti        | Pres   | Reti   |        |
| ---------------------- | ---------------------- | ---------------------- | ---------- | ---------- | --------------- | --------------- | --------------- | ------------------ | ------------------ | ------------------ | ----------- | ----------- | ----------- | ------ | ------ | ------ |
| 2016                   | Goiás                  | PD/GO+B                | 1+18       | 0          | CB              | 0               | 0               |                    | -                  | -                  |             | -           | -           | 19     | 0      |        |
| 2017                   | Goiás                  | PD/GO+B                | 3+4        | 0          | CB              | 2               | 0               |                    | -                  | -                  |             | -           | -           | 9      | 0      |        |
| 2018                   | Goiás                  | PD/GO+B                | 11+2       | 0          | CB              | 5               | 1               |                    | -                  | -                  |             | -           | -           | 18     | 1      |        |
| 2019                   | Goiás                  | PD/GO+A                | 31+6       | 1+0        | CB              | 2               | 1               |                    | -                  | -                  | CV          | 1           | 0           | 40     | 2      |        |
| 2020                   | Goiás                  | PD/GO+A                | 6+26       | 0+1        | CB              | 2               | 0               | CS                 | 2                  | 0                  |             | -           | -           | 36     | 1      |        |
| 2021                   | Goiás                  | PD/GO+A                | 8+2        | 0          | CB              | 0               | 0               |                    | -                  | -                  |             | -           | -           | 10     | 0      |        |
| Totale Goiás           | Totale Goiás           | Totale Goiás           | 120        | 2          |                 | 11              | 2               |                    | 2                  | 0                  |             | 1           | 0           | 134    | 4      |        |
| 2021                   | Atl. Goianiense        | A                      | 5          | 0          | CB              | 0               | 0               |                    | -                  | -                  |             | -           | -           | 10     | 0      |        |
| 2022                   | Atl. Goianiense        | PD/GO+A                | 7+33       | 0+1        | CB              | 6               | 0               | CS                 | 10                 | 0                  |             | -           | -           | 56     | 1      |        |
| 2023                   | Atl. Goianiense        | PD/GO+B                | 13+13      | 0          | CB              | 2               | 0               |                    | -                  | -                  |             | -           | -           | 28     | 0      |        |
| Totale Atl. Goianiense | Totale Atl. Goianiense | Totale Atl. Goianiense | 71         | 1          |                 | 8               | 0               |                    | 10                 | 0                  |             | -           | -           | 89     | 1      |        |
| Totale carriera        | Totale carriera        | Totale carriera        | 191        | 3          |                 | 19              | 2               |                    | 12                 | 0                  |             | 1           | 0           | 223    | 5      |        |

## Palmarès

### Competizioni statali
- Campionato Goiano: 5

Goiás: 2016, 2017, 2018
Atl. Goianiense: 2022, 2023